# Yoshio Sugino
Pour les articles homonymes, voir Sugino.
Yoshio Sugino (杉野 嘉男, Sugino Yoshio), né le 12 décembre 1904 à Narutō (en) (Japon) et mort le 13 juin 1998 à Tokyo (Japon), est un pratiquant d'arts martiaux japonais et chorégraphe de films.

## Biographie

### Jeunesse
Sugino est né dans la ville de Narutō (en), dans la préfecture de Chiba, le 12 décembre 1904. Enfant, sa famille emménage à Tokyo. En 1918, il rejoint l'Université Keio, où il découvre les arts martiaux, notamment en rejoignant les clubs de judo, kendō, sumo et kyūdō. Il a en particulier étudié le judo avec Kunisaburo Iizuka, un des meilleurs instructeurs de l'histoire. Se découvrant une préférence pour le judo, il ouvre son propre dojo (le Kodokan Judo Shugyojo) à Kawasaki, après une courte période de travail comme employé dans une banque.

### Carrière d'arts martiaux
Jigoro Kano, le fondateur du judo, présenta à Sugino le kenjutsu du Katori Shinto-ryu en 1927. Il commença aussi à cette période l'étude du Yoshin Koryu avec Genro Kanaya. Il rencontra le fondateur de l'aikido, Morihei Ueshiba, au début des années 1930, et étudia cette discipline suffisamment pour obtenir un diplôme d'instructeur et ouvrir un dojo affilié à l'Aikikai en 1935. Dans les années 1940, il enseignait le kenjutsu, l'aikido, le judo, et le naginatajutsu à temps plein.

### Déplacement à Fukushima
Pendant la Seconde Guerre mondiale, la maison et le dojo de Sugino furent détruits par des bombardements sur Kawasaki. Lui et sa famille fuirent à Fukushima, où il passa la majorité de son temps à s'entraîner aux arts martiaux, ainsi qu'à faire usage de ses connaissances médicales pour aider les blessés (il tenait une clinique spécialisée dans les fractures près de son dojo à Kawasaki). Après la guerre, sa famille rentra à Kawasaki, et relança la clinique qui fut bien occupée à traiter les nombreux blessés de guerre.
En 1950, son dojo était reconstruit et l'enseignement pouvait reprendre.

### Travaux dans le cinéma
En 1953, il a été demandé à Sugino de former les acteurs au combat de sabre pour le film d'Akira Kurosawa Les Sept Samouraïs. À l'origine, le travail était partagé entre Sugino et Junzo Sasamori, de l'école Ono-ha Itto-ryu, mais Sasamori s'est rapidement retiré pour manque de temps dû à ses nombreux voyages d'enseignement à l'étranger. Les chorégraphies de Sugino se sont inspirées des anciens styles de combat, avec une influence des Kabuki, et s'est appliqué à faire des scènes aussi réalistes que possible.
Il a ensuite collaboré avec Kurosawa sur d'autres films : La Forteresse cachée et Le Garde du corps. Il a également travaillé sur Duel à Ichijoji de Hiroshi Inagaki.